# Talgmuskatnussbaum
Der Talgmuskatnussbaum (Virola sebifera Aubl., Syn.: Myristica sebifera (Aubl.) Sw., Myrica ocuba), volkstümlich als Ucuúba-do-Cerrado (englisch: red ucuuba) bezeichnet, ist eine Pflanzenart aus der Familie der Muskatnussgewächse (Myristicaceae), die in Zentralamerika sowie in Südamerika verbreitet ist. Laut einer wissenschaftlichen Studie könnte die globale Erwärmung, wenn sie weiter so rasch fortschreitet, die Existenz des Talgmuskatnussbaumes in seinem Hauptverbreitungsgebiet dem brasilianischen Amazonas-Regenwald bedrohen.

## Beschreibung
Der Talgmuskatnussbaum ist ein halbimmergrüner, schlanker Urwaldbaum, der Wuchshöhen von bis zu 30 Metern oder mehr erreicht. Der Stammdurchmesser kann bis über 1 Meter betragen. Es können Brettwurzeln ausgebildet werden. Die Borke ist leicht rifflig und bräunlich. Der Baum führt ein rötliches, kinoähnliches Exsudat (Latex).
Die wechselständigen und kurz gestielten Laubblätter sind ungeteilt und ganzrandig und werden bis etwa 16–32 Zentimeter lang. Sie sind eilanzettlich bis länglich oder elliptisch bis verkehrt-eiförmig und die Spitze ist spitz bis zugespitzt. Die Blätter sind unterseits etwas filzig behaart. Die Nervatur ist gefiedert und unterseits erhaben. Nebenblätter fehlen.
Die Pflanzen sind meistens zweihäusig getrenntgeschlechtig (diözisch). Es werden meistens achsel- oder ast- bzw. überachsel- oder seitenständige, rostbraune und samtige, gestielte rispige Blütenstände gebildet, die Blüten können aber auch einzeln oder in kleinen traubigen Gruppen erscheinen. Die kleinen, gelben bis rostbraunen, eingeschlechtlichen und duftenden, kurz gestielten Blüten sind mit einfacher, 3–5-teiliger, außen behaarter Blütenhülle. Die 3–6 Staubblätter sind röhrig verwachsen. Der einkammerige Fruchtknoten ist oberständig mit kurzem Griffel und zweilappiger Narbe.
Die rundlichen und anfänglich orangen, samtigen, später verkahlenden und grünen, einsamigen Stein- oder Kapselfrüchte sind etwa 2,5–4 Zentimeter groß. Die ellipsoiden und etwa 1,2–2,3 Zentimeter langen Samen sind dunkelbraun mit einem roten Arillus. Die Verbreitung der Samen erfolgt zum Teil zoochor. Einen großen Anteil an der Verbreitung haben Goldkehltukane.

## Vorkommen
Das Verbreitungsgebiet des Talgmuskatnussbaums umfasst Honduras, Nicaragua, Costa Rica, Panama, Kolumbien, Ecuador, Bolivien, Peru, das mittlere bis nördliche Brasilien, Venezuela, Guayana, Suriname und Französisch-Guayana.

## Wichtige Inhaltsstoffe und Verwendung
Die Rinde des Talgmuskatnussbaumes enthält reichlich Gerbstoffe aber auch die Halluzinogene Dimethyltryptamin (Kurzform: DMT) sowie 5-Methoxy-DMT und wird von den Einheimischen zur Behandlung von Hautkrankheiten verwendet. Die reifen Samen weisen einen hohen Gehalt an Fettsäureglyceriden (besonders Laurodimyristin und Trimyristin) auf.

## Verwendung

### In der Industrie
Das aus den Samen von Virola sebifera und auch von Virola surinamensis gewonnene Virolafett oder Ocubawachs, Ucuuba-Butter ist gelblich, wird schnell ranzig und riecht frisch nach Muskatbutter. Es wird zur Herstellung von Fetten, Kerzen und Seifen industriell verwendet. Dieses Virolafett besitzt ähnliche Eigenschaften wie Kakaobutter oder auch Sheabutter.

### In der Homöopathie
Das Homöopathikum Myristica sebifera, (Kürzel: Myris) wird aus dem frischen, roten Saft der verletzten Baumrinde des Talgmuskatnussbaumes gewonnen und hat auch die Bezeichnungen „homöopathisches Messer“ oder „homöopathisches Skalpell“ erhalten. Es wird besonders bei Beschwerden eingesetzt, wo Eiter aus einer Hautentzündung abfließen soll. Dazu gehören z. B. Abszesse, Phlegmone, Nagelumlauf, Furunkel, Analfistel, Parotis, bakteriell-eitrige Mandelentzündung usw. Aus Sicht der Homöopathie ist Myristica sebifera zu wenig und nicht ausreichend geprüft. Die homöopathischen Arzneimittellehren weisen nur wenige Geist- und Gemütssymptome (Mittel eher für apathische, gleichgültige, nicht wehrhafte Menschen) auf.
Es existieren keine Studien, welche die Wirksamkeit homöopathischer Myristica sebifera Präparate bestätigen. Eine physiologische Wirkung wäre zudem biochemisch unplausibel.

### Besonderheit
Die Innenrinde wird von venezolanischen Indianern (Schamanen) zur Heilung von Fieberzuständen geraucht oder auch gekocht zur Vertreibung böser Geister eingesetzt.